# كورتني إيتون
كورتني إيتون (بالإنجليزية: Courtney Eaton)‏ (مواليد 6 يناير 1996) ممثلة سينمائية وعارضة أزياء أسترالية، عُرفت بدورها في فيلم ماكس المجنون: غضب الطريق عام 2015 وعن دور زايا في فيلم آلهة مصر عام 2016.

## أفلامها
- ماد ماكس: فيوري رود (2015)
- جودز أوف إيجبت (2016)
- حداثة (2017)

## روابط خارجية
- كورتني إيتون على موقع IMDb (الإنجليزية)
- كورتني إيتون على موقع ميتاكريتيك (الإنجليزية)
- كورتني إيتون على موقع روتن توميتوز (الإنجليزية)
- كورتني إيتون على موقع قاعدة بيانات الأفلام العربية
- كورتني إيتون على موقع ألو سيني (الفرنسية)
- كورتني إيتون على موقع تيرنر كلاسيك موفيز (الإنجليزية)
- كورتني إيتون على موقع أول موفي (الإنجليزية)
- كورتني إيتون على موقع قاعدة بيانات الفيلم (الإنجليزية)
- كورتني إيتون على موقع ليتربوكسد (الإنجليزية)
- كورتني إيتون على موقع كينوبويسك (الروسية)